# Kwiat paproci

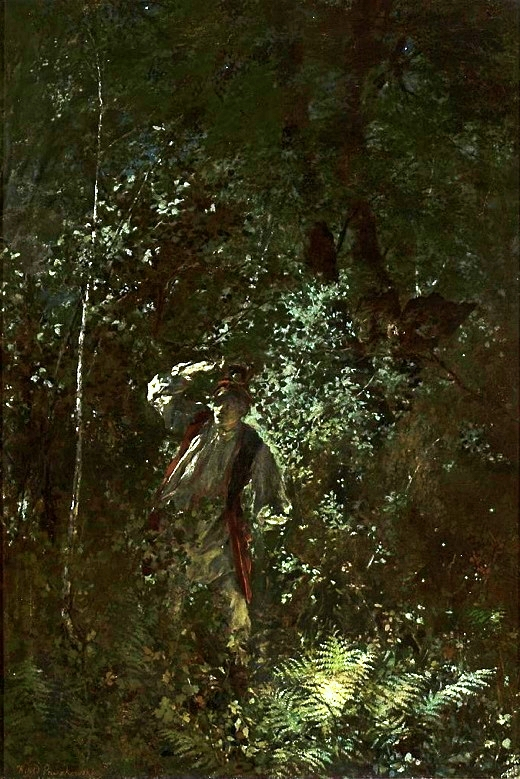
Kwiat paproci (W noc świętojańską), obraz Witolda Pruszkowskiego (1875)

Kwiat paproci, perunowy kwiat – w wierzeniach słowiańskich mityczny, legendarny kwiat, mający zakwitać raz w roku, w czasie przesilenia letniego, podczas najkrótszej nocy w roku (około 21-22 czerwca). Znalazcy zapewniać miał bogactwo i dostatek, przez co jego poszukiwania stały się stałym elementem obchodów słowiańskiego święta Kupały.
Według botaników i etnografów (Zygmunt Gloger, Henryk Łowmiański) podanie o kwiecie paproci wywodzi się ze zwyczaju smarowania się przez kobiety liśćmi nasięźrzału w trakcie obchodów święta, co miało w magiczny sposób podnieść ich atrakcyjność. A takim wierszowanym zaklęciem należało wzmocnić magiczne działanie:
Nasięźrzale, nasięźrzale,
Rwę cię śmiale,
Pięcią palcy, szóstą dłonią,
Niech się chłopcy za mną gonią;
Po stodole, po oborze,
Dopomagaj, Panie Boże.
Według innej koncepcji legendy o kwiecie paproci (których pochodzenie mogło stać się inspiracją dla baśni Braci Grimm) wywodzą się z braku dostatecznie precyzyjnej aż do przełomu XVIII–XIX wieku systematyki i mianownictwa roślin. Ta sama roślina na różnych obszarach nosić mogła inne nazwy. Dodatkowo mianem paproć (albo paprotka) potocznie wówczas nie określano jednej tylko rośliny, lecz był to termin ogólny, oznaczający zbiorowo wiele rodzajów roślin występujących na terenach podmokłych (sam wyraz wywodzi się z pierwiastka indoeuropejskiego „pap-r”, oznaczającego sitowie), z których wiele kwitnie w czerwcu. 
Dodatkowo do powstania legendy o perunowym kwiecie (napięcie w przyrodzie podczas burz miało sprzyjać kwitnieniu tej rośliny) przyczynić się mogły gatunki paproci zwane potocznie „paprociami kwitnącymi”, jak np. gatunki podejźrzona, których drobne sporonośne liście zebrane w obfite grona na wydłużonych łodygach sprawiają wrażenie gron kwiatowych (tym bardziej, że rośliny te mają inne liście bez zarodni). Tym samym szukanie i znajdowanie „kwiatu paproci”, choć utrudnione podmokłym gruntem i nocą, wcale nie było skazane na niepowodzenie.
Motyw kwiatu paproci wystąpił także w kulturze popularnej, np. na początku XIX w. we wspomnianych tu baśniach Braci Grimm, w dramacie Baśń nocy świętojańskiej Jana Kasprowicza oraz w powiastce Kwiat paproci Józefa Ignacego Kraszewskiego. Piosenkę „Kwiat jednej nocy” z tekstem Jonasza Kofty nagrał w 1969 roku polski zespół Alibabki. W 2004 roku powstał film animowany Tajemnica kwiatu paproci w reżyserii Tadeusza Wilkosza.

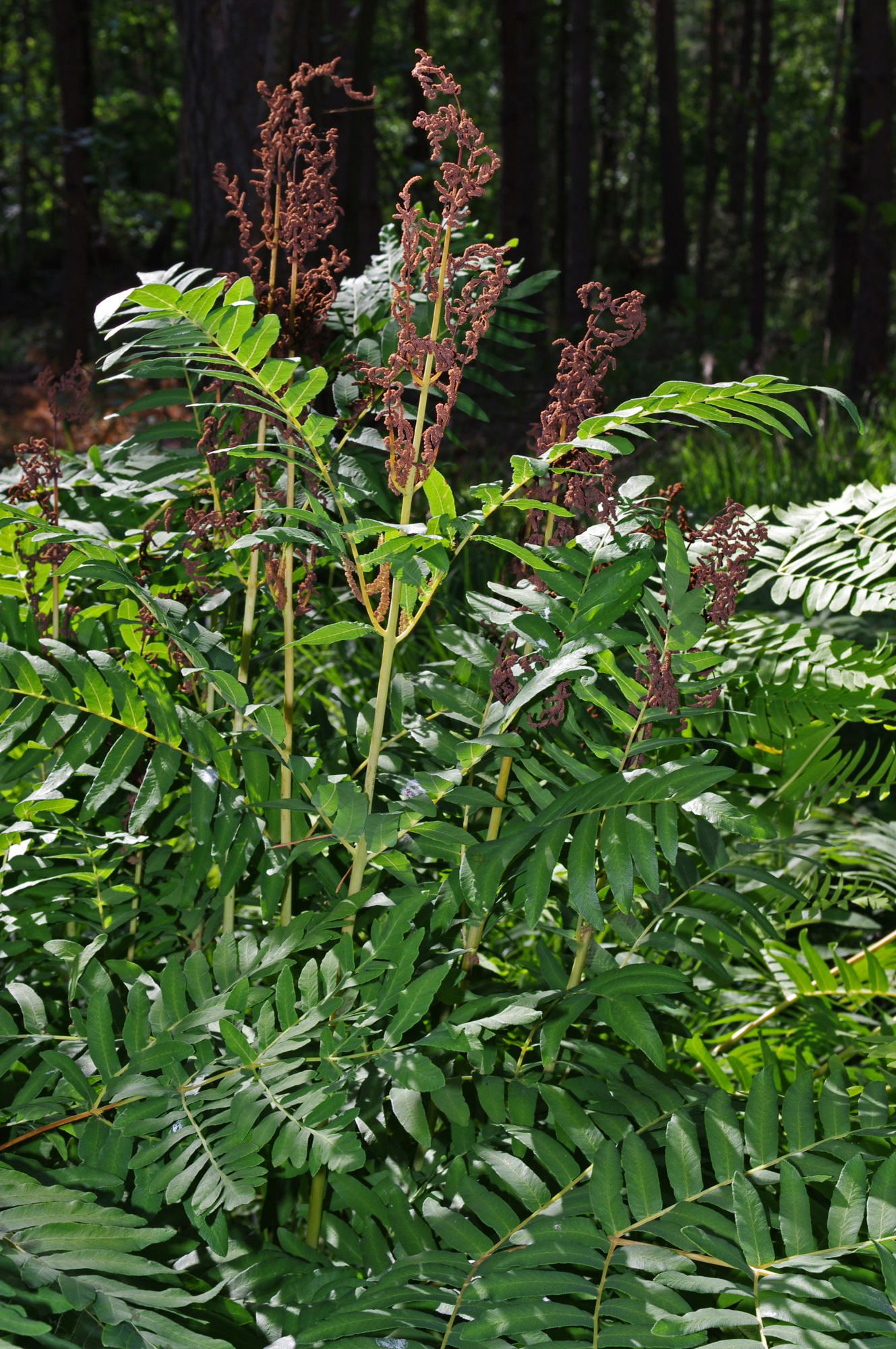
Płodne części liści długosza królewskiego mogą kojarzyć się z kwiatostanem
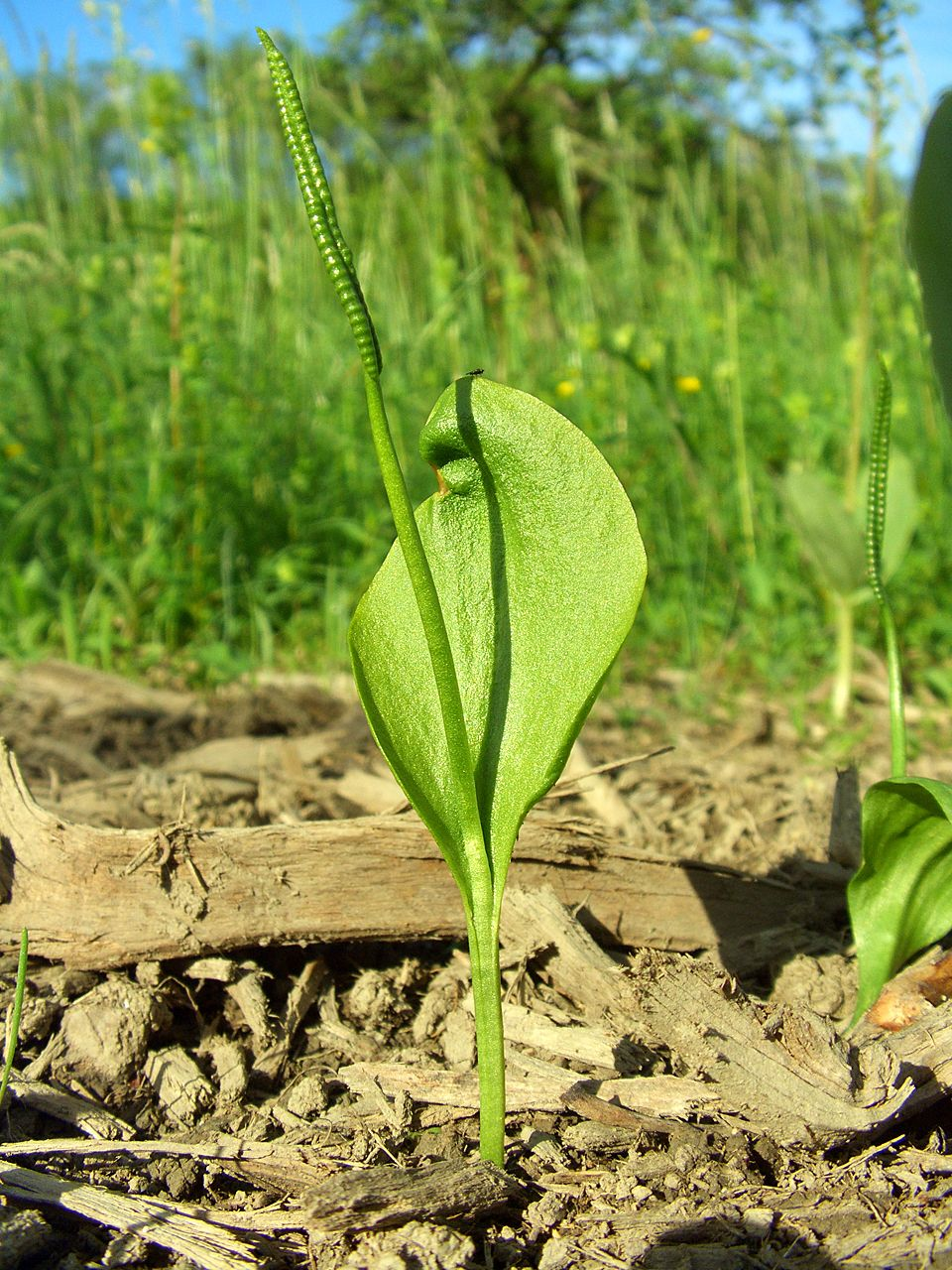
Nasięźrzał pospolity
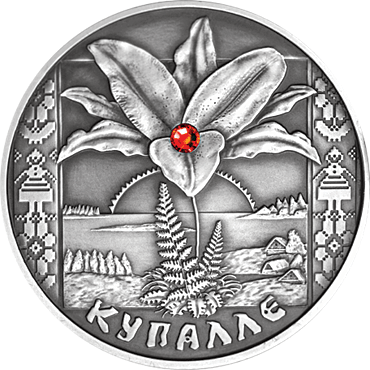
Wyobrażenie kwiatu paproci na białoruskiej monecie „Kupała”